# St. Elisabethenorden

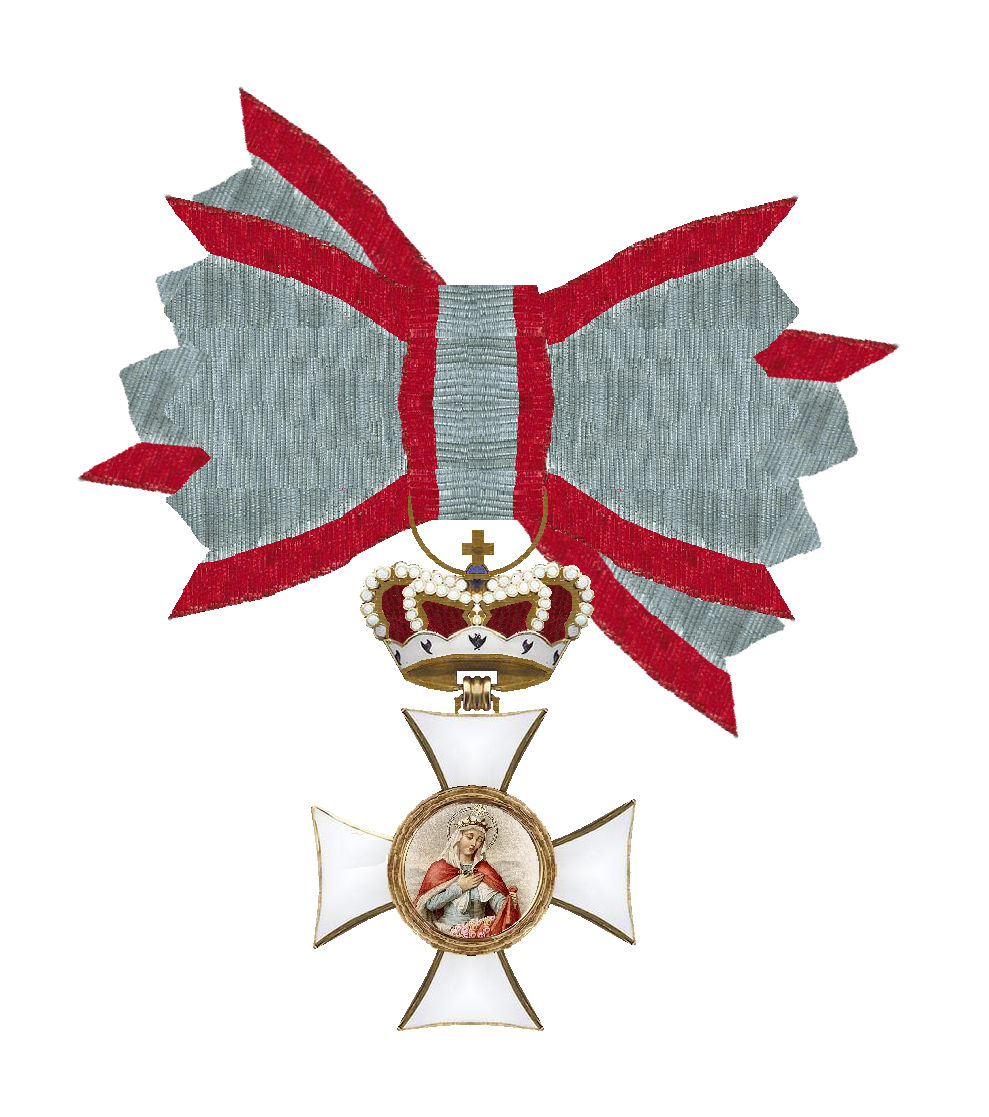
St. Elisabethenorden (Rekonstruktion, mit fiktivem Medaillon)

Der St. Elisabethenorden war ein ursprünglich kurpfälzischer, später bayerischer Damenorden. 1766 gestiftet, war er der erste Damenorden der Wittelsbacher und zu dieser Zeit nach dem Sternkreuzorden und dem Katharinenorden der drittälteste aktive weltliche Damenorden Europas.

## Geschichte

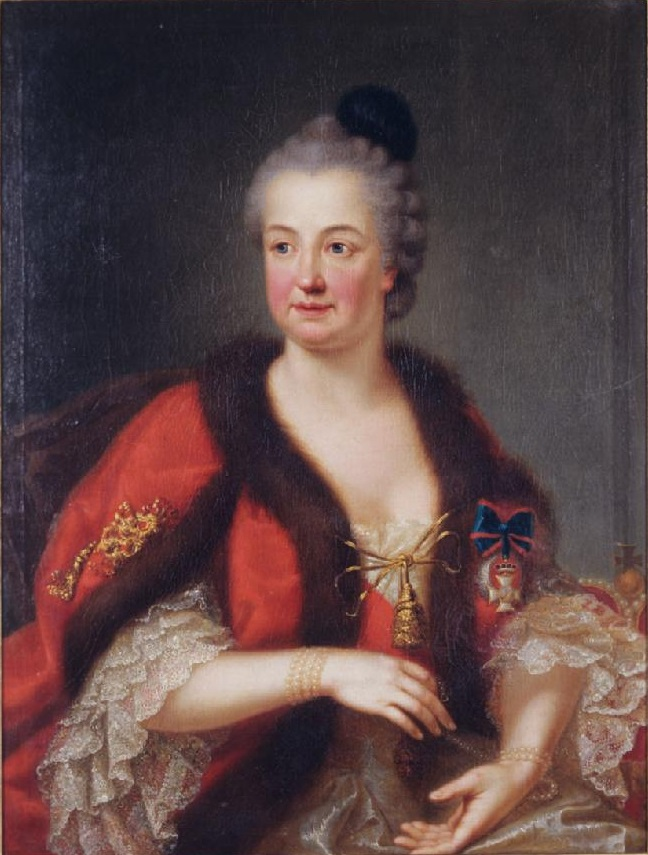
Elisabeth Auguste mit dem Ordenskreuz

Der St. Elisabethenorden wurde am 18. Oktober 1766 durch Elisabeth Auguste von Pfalz-Sulzbach, der ersten Ehefrau des pfälzischen Kurfürsten Karl Theodor, als Hoher Damenorden der Heiligen Elisabeth zu deren Ehren und zur Ausübung der Werke der Barmherzigkeit zugunsten Armer und Notleidender gestiftet.
Am Namenstag der Heiligen Elisabeth (19. November) 1766 nahm Elisabeth Auguste im Thronsaal des Mannheimer Schlosses ihre Schwester Maria Anna, ihre Nichten Amalie und Maria Anna von Pfalz-Zweibrücken, zwei Hofmeisterinnen, fünf Kammerfrauen und zwei Hofdamen feierlich in den Orden auf. Unmittelbar nach der Gründung erhielt Elisabeth Auguste eine Reihe von Aufnahmegesuche, von denen aber nur das ihrer Tante Franziska Christine von Pfalz-Sulzbach am 30. November bewilligt wurde.
Der Damenorden erhielt am 31. Januar 1767 die Bestätigung durch Papst Clemens XIII. Die nächsten sieben Ordensdamen, darunter Maria Christina von Sachsen und Theodora von Hessen-Darmstadt, wurden am 26. April (Weißer Sonntag) 1767 durch die Stifterin und Weihbischof Franz Xaver Anton von Scheben im Mannheimer Schloss feierlich aufgenommen.
Aufgenommen wurden katholische Damen von alten stiftsmäßigem Adel. Die Aufnahmegebühr lag bei vier Dukaten. Da dies für die ursprünglich angedachte Aufgabe der Armenfürsorge nicht ausreichte, blieb der Orden ein reiner Hausorden für Damen.
Beim 1777 erfolgten Zusammenschluss der Kurpfalz mit Kurbayern wurde der Orden im neuen Doppelstaat Kurpfalz-Bayern übernommen, 1806 im Königreich Bayern, verlor jedoch zugunsten des Theresienordens und des Anna-Ordens an Ansehen.
1873 ließ ihn die Großmeisterin und spätere bayerische Königin Marie Therese reorganisieren und mit neuen Statuten versehen. Die Aufnahmegebühren wurden auf 500 Mark für bayerische Damen und 1000 Mark für Auswärtige erhöht, erstere entrichteten einen jährlichen Mitgliedsbeitrag von 25 Mark. Daneben konnte die Großmeisterin Ehrendamen ernennen, die von den Gebühren befreit waren.

## Ordensdekoration
Das Ordenszeichen besteht aus einem goldenen, weiß emaillierten Tatzenkreuz, das an einem Kurhut hängt. Das aufliegende emaillierte Medaillon zeigt die Darstellung der Heiligen Elisabeth von Thüringen beim Austeilen von Almosen. Das Kreuz der Ordensbeamten (Zeremoniar, Ordenssekretär und Schatzmeister, 1773–1832 auch ein Groß-Almosenier) trägt eine ähnliche, jedoch deutlich abweichende Szene. Im Reversmedaillon erscheinen bei beiden Ausführungen die verschlungenen Initialen der Stifterin E A, umschlossen von einem grün emaillierten Reif. 
Das Ordenszeichen wurde mit Ausnahme der Ordensbeamten an einer Damenschleife auf der linken oberen Brustseite getragen. Das Band ist bei Ordensdamen dunkelblau mit breiten rosa Randstreifen, bei Ehrendamen hat es eine umgekehrte Anordnung.

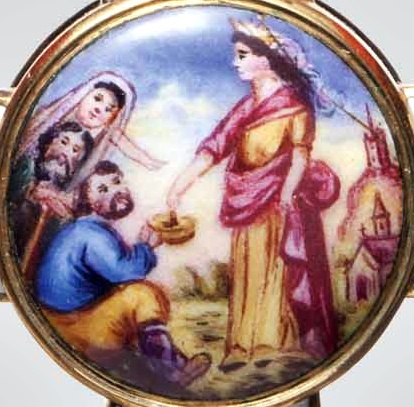
Originalmedaillon des kurpfälzischen, später bayerischen Elisabethenordens (Entwurf 1767, vorliegende Ausführung um 1900)
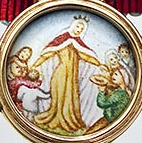
Medaillon des Kreuzes für Ordensbeamte (Zeremoniar, Ordenssekretär und Schatzmeister)
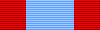
Band der Ordensdamen und -beamten

## Großmeisterinnen
Die Großmeisterin wurde vom Kurfürsten von der Pfalz, seit 1806 dem König von Bayern ernannt und musste aus dem Haus Wittelsbach stammen oder mit einem Prinzen des Hauses verheiratet sein.
1. 1766–1794 Elisabeth Auguste von Pfalz-Sulzbach
2. 1794–1831 Maria Amalie von Sachsen
3. 1831–1851 Auguste von Bayern
4. 1851–1864 Auguste Ferdinande von Österreich
5. 1872–1918 Marie Therese von Österreich-Este

## Ordensdamen

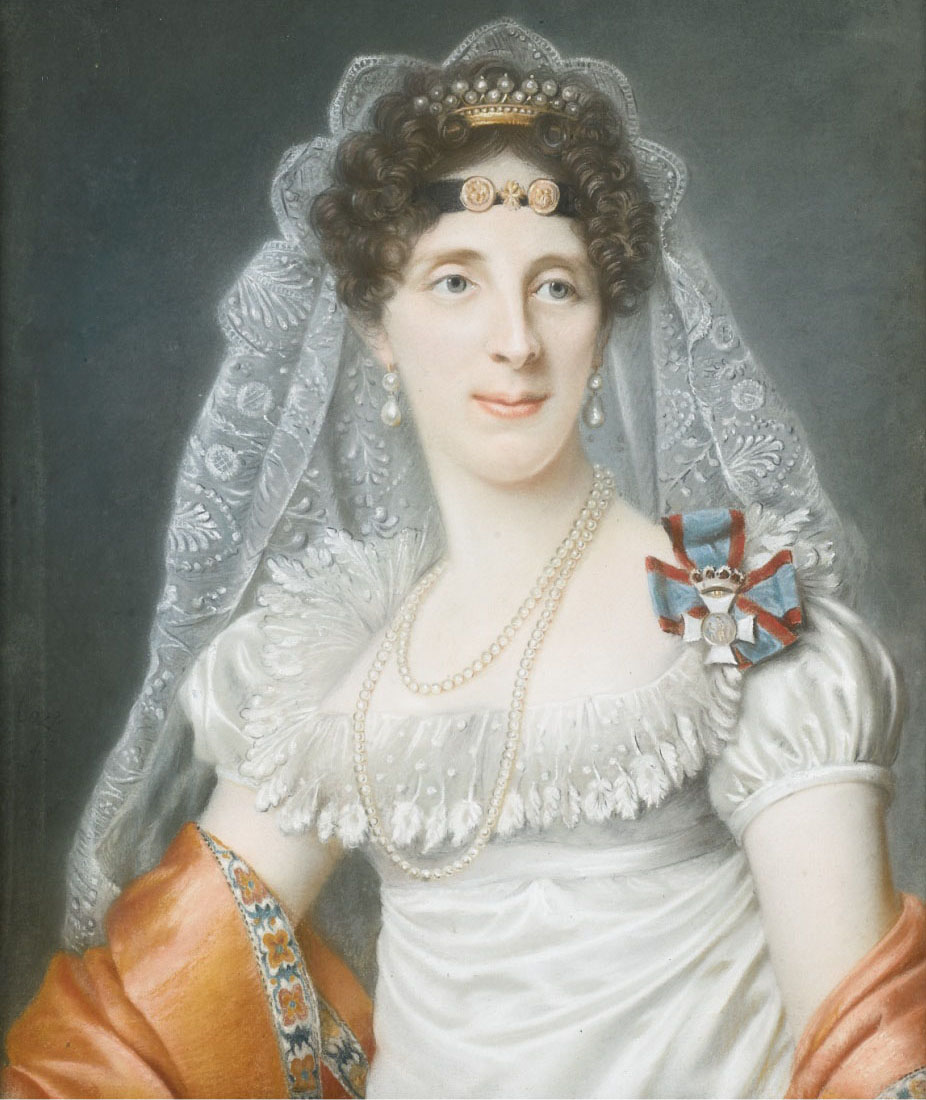
Maria Elisabeth in Bayern mit Ordenskreuz

Neue Ordensdamen wurden an Ostern und am Namenstag der Heiligen Elisabeth (19. November) aufgenommen. Für die Aufnahme war der Nachweis einer Ahnenprobe von sechzehn adeligen Ahnen und die römisch-katholische Religion erforderlich. Aufnahme fanden nur verheiratete oder verwitwete adlige Damen. Die Mitgliederzahl war auf sechs beschränkt, zuzüglich Damen aus fürstlichen Häusern, der Oberhofmeisterin und der Hofdamen der Großmeisterin.
Mit der Reorganisation 1873 entfiel die Beschränkung der Mitgliederzahl. Die Adelsprobe wurde auf den Nachweis von acht Ahnen gesenkt, jedoch musste die Kandidatin 300 Jahre ununterbrochenen Adelsbesitzstand nachweisen.
Katholische Fürstinnen konnten von der Großmeisterin zu Ehrendamen ernannt werden.
Aus den fürstlichen Häusern wurden unter anderem aufgenommen:
- 1768: Maria Franziska von Pfalz-Sulzbach
- 1771: Maria Kunigunde von Sachsen
- 1794: Karoline Auguste von Bayern
- 1833: Maria Anna von Bayern (1805–1877), Ludovika Wilhelmine von Bayern
- 1839: Maria Amalia von Brasilien
- 1845: Eugénie von Schweden
- 1854: Sophie Friederike von Bayern, Teresa Maria Cristina von Bourbon-Sizilien, Helene in Bayern, Elisabeth von Österreich-Ungarn, Mathilde Karoline von Bayern, Adelgunde Auguste von Bayern, Amalie Auguste von Bayern, Maria Antonia von Bourbon-Sizilien (1814–1898)
- 1856: Maria von Sachsen (1796–1865)
- 1857: Maria Karolina von Österreich (1825–1915), Amalia del Pilar von Spanien
- 1858: Marie in Bayern
- 1860: Mathilde in Bayern
- 1861: Hildegard Luise von Bayern, Maria Immaculata von Bourbon-Sizilien
- 1864: Louise Marie Thérèse d’Artois

Der Orden wurde bis 1976 verliehen. Bis zu diesem Zeitpunkt lassen sich insgesamt 191 Ordensdamen und 31 Ehrendamen dokumentieren.
Siehe auch: Trägerin des St. Elisabethenordens